# マイク・デビアス (2代目)
マイク・デビアス（Mike DiBiase II、本名：Michael Wills DiBiase、1977年9月10日 - ）は、アメリカ合衆国のプロレスラー。
祖父は元WWA世界ヘビー級王者 "アイアン" マイク・デビアス、父は "ミリオンダラー・マン" ことテッド・デビアスで、マイクは長男にあたる。弟のテッド・デビアス・ジュニア、ブレット・デビアスもプロレスラーである。

## 来歴
2006年にテキサス州アマリロのインディー団体であるプロフェッショナル・レスリング・フェデレーション（Professional Wrestling Federation）にてクリス・ヤングブラッドのトレーニングを受けた後、弟のテッド・デビアス・ジュニアと共にハーリー・レイス・レスリング・アカデミーで再トレーニングを積んでデビュー。
同年にPWFウエスト・テキサス・レスリング・ヘリテージ王座（現：NWAテキサス・ヘビー級王座）を獲得。テッド・ジュニアとの兄弟タッグチームでは、2007年にフュージョン・プロ・レスリング（Fusion Pro Wrestling）認定のタッグ王座を獲得している。4月からプロレスリング・ノアへ兄弟で留学する予定だったが、マイクはトレーニング中に前十字靭帯を痛めたことにより、弟のテッド・ジュニアだけが留学する形になった。
負傷中はアマリロに戻り、マッチメイクや若手レスラーの指導を担当。2007年3月の復帰後もテキサスやオクラホマなどの南西部を拠点に活動していた。

## 獲得タイトル
フュージョン・プロ・レスリング
- フュージョン・プロ・タッグ王座 : 1回（w / テッド・デビアス・ジュニア）

NWAカロライナズ
- NWA北アメリカ・ヘビー級王座 : 1回

プロフェッショナル・レスリング・フェデレーション
- NWAテキサス・ヘビー級王座 : 1回
- PWF王座：2回
- PWFタッグ王座 : 1回（w / リッキー・ロメロIII）

ワールド・リーグ・レスリング
- WLWタッグ王座 : 1回（w / ワイルド・ウェイド・クイズム）